# Blacke's Magic
Blacke's Magic è una serie televisiva statunitense in 13 episodi trasmessi per la prima volta nel corso di una sola stagione nel 1986.
È una serie gialla a sfondo investigativo.

## Trama
Un ex mago, Alexander Blacke, con l'aiuto del padre, Leonard, un ex truffatore, risolve misteri aiutando la polizia.

## Personaggi e interpreti
- Alexander Blacke, interpretato da Hal Linden.
- Leonard Blacke, interpretato da Harry Morgan.
- Art Baer, interpretato da R.J. Adams.
- Laurie Blacke, interpretata da Claudia Christian.
- Tenente Ted Byrnes, interpretato da Mark Shera.

## Produzione
La serie, ideata da Peter S. Fischer, Richard Levinson e William Link, fu girata negli Universal Studios a Universal City in California.

### Registi
Tra i registi sono accreditati:
- Allen Reisner in 3 episodi (1986)
- Michael A. Hoey in 2 episodi (1986)
- John Llewellyn Moxey

### Sceneggiatori
Tra gli sceneggiatori sono accreditati:
- Lee Sheldon in 3 episodi (1986)
- Peter S. Fischer in 2 episodi (1986)
- Richard Levinson in 2 episodi (1986)
- William Link in 2 episodi (1986)

## Distribuzione
La serie fu trasmessa negli Stati Uniti dal 5 gennaio 1986 al maggio 1986 sulla rete televisiva NBC. È stata distribuita anche nel Regno Unito e in Spagna con il titolo Blacke el Mago.

## Episodi
| Stagione       | Episodi | Prima TV USA |
| -------------- | ------- | ------------ |
| Prima stagione | 13      | 1986         |